# Guettarda havanensis
Guettarda havanensis är en måreväxtart som beskrevs av Dc.. Guettarda havanensis ingår i släktet Guettarda och familjen måreväxter.
Artens utbredningsområde är Kuba. Inga underarter finns listade i Catalogue of Life.